# Thorsten Margis
Thorsten Margis est un bobeur allemand, né le 14 août 1989 à Bad Honnef. Avec le pilote  Francesco Friedrich, il est quadruple médaillé d'or olympique en bob à deux et bob à quatre, à Pyeongchang en 2018 et à  Pékin en 2022

## Biographie
Aux Jeux olympiques d'hiver de 2018, il est sacré champion olympique du bob à deux avec Francesco Friedrich et champion olympique de bob à quatre avec Francesco Friedrich, Candy Bauer et Martin Grothkopp. Friedrich et Margis conservent leurs deux titres à  Pékin en 2022
Il remporte aux Championnats du monde de bobsleigh la médaille d'or de bob à deux en 2015, 2016, 2017, 2019 et 2020, la médaille d'or en bob à quatre en 2017, 2019 et 2021 et la médaille d'argent de bob à quatre en 2016.

## Palmarès

### Jeux Olympiques
- : médaillé d'or en bob à 2 aux JO 2018.
- : médaillé d'or en bob à 4 aux JO 2018.
- : médaillé d'or en bob à 2 aux JO 2022.
- : médaillé d'or en bob à 4 aux JO 2022.

### Championnats monde
- : médaillé d'or en bob à 2 aux championnats monde de 2015, 2016, 2017, 2019 et 2020.
- : médaillé d'or en bob à 4 aux championnats monde de 2017, 2019, 2021, 2023 et 2024.
- : médaillé d'argent en bob à 4 aux championnats monde de 2016.

### Coupe du monde
- 80 podiums  : 
  - en bob à 2 : 27 victoires, 7 deuxièmes places et 1 troisième place.
  - en bob à 4 : 27 victoires, 13 deuxièmes places et 8 troisièmes places.
- 1 podium en équipe mixte : 1 victoire.

#### Détails des victoires en Coupe du monde
| Édition   | Bob à 2                              | Bob à 4                                |
| 2014-2015 | Lake Placid Igls                     |                                        |
| 2015-2016 | Altenberg Winterberg Königssee       | Altenberg Winterberg                   |
| 2016-2017 | Whistler Winterberg Igls Pyeongchang |                                        |
| 2017-2018 | Igls Königssee                       |                                        |
| 2018-2019 | Altenberg Igls Lake Placid Calgary   | Winterberg Altenberg Igls Calgary      |
| 2019-2020 | Igls Königssee                       | Winterberg La Plagne                   |
| 2020-2021 | Sigulda x2 Igls Winterberg Königssee | Winterberg Saint-Moritz Königssee Igls |
| 2021-2022 | Igls Altenberg Sigulda Saint-Moritz  | Igls x2 Altenberg x2 Winterberg x3     |
| 2022-2023 | Park City                            | Whistler Park City Winterberg Igls x2  |
| 2023-2024 | Altenberg                            | La Plagne Lillehammer Lake Placid      |